# Kaoh Thum
Kaoh Thum es uno de los once distritos que forman la provincia camboyana de Kandal, con una población estimada en marzo de 2008 de 141 470 habitantes. Está dividido en las siguientes  comunas (khum), que se muestran asimismo con población estimada de 2008:
- Chheu Khmau 10,976
- Chrouy Ta Kaev 9,154
- Kampong Kong 11,450
- Kaoh Thum Ka 5,424
- Kaoh Thum Kha 6,784
- Leuk Daek 13,176
- Pouthi Ban 11,129
- Preaek Chrey 13,065
- Preaek Sdei 20,346
- Preaek Thmei 18,972
- Sampov Lun 20,994[1]